# 普洛塞庇涅號鐵殼明輪船
普洛塞庇涅號鐵殼明輪船（H.C. steamer Proserpine）是英國東印度公司的一艘鐵殼明輪船。它於1840年下水，曾參與第一次鴉片戰爭。

## 建造
1838年，英國政府的印度事務局與東印度公司董事會共同決定大規模擴張公司的輪船隊，向泰晤士河畔的造船廠訂購了三艘新的木殼明輪船，即塞索斯特利斯號、皇后號和克萊奧帕特拉號，1839年1月購買了一艘兩年新的愛爾蘭貨輪基爾肯尼號，並更名為芝諾比亞號。董事會不知道的是，印度事務局主席約翰·霍布豪斯在1838年還下令公司的秘密委員會秘密安排另造六艘鐵殼明輪船，其活動的龍骨能往下伸展，增加吃水，使其既適合內河航行又適合海上航行。六艘中本船與冥王號都由費爾貝恩父子公司在倫敦米爾沃爾的造船廠（隔著泰晤士河與德普特福德相望）建造。

## 艦歷
英國皇家海軍的約翰·詹姆斯·霍夫（John James Hough）是本艦首任艦長，任職到1846年7月29日。
1852年，本艦參與了第二次英緬戰爭。

## 榮譽及紀念
本艦有15名軍官、14名普通艦員、17名東印度水手（總計56人）獲得1842年中國戰爭勳章。

## 引用
1. ↑  Marshall（2015年），第12-13页
2. ↑  . Graces Guide.   [2022-11-10]. （原始内容存档于2022-11-09）.
3. ↑  . A Naval Biographical Dictionary. 维基文库.
4. ↑  . The Cornwall Chronicle (Launceston, Tas.). 1852-04-28  [2023-02-15]. （原始内容存档于2023-02-15）.
5. ↑  . （原始内容存档于2014-06-23）.